# نیژنه‌ایبرایوو
نیژنه‌ایبرایوو (انگلیسی: Nizhneibrayevo) یک شهرک در شهرستان استرلیباشفسکی استان باشقیرستان کشور روسیه است.